# 10647 Meesters
10647 Meesters è un asteroide della fascia principale. Scoperto nel 1960, presenta un'orbita caratterizzata da un semiasse maggiore pari a 2,9713692 UA e da un'eccentricità di 0,0501628, inclinata di 9,46119° rispetto all'eclittica.